# 大杨镇 (合肥市)
大杨镇，是中华人民共和国安徽省合肥市庐阳区下辖的一个乡镇级行政单位。

## 行政区划
大杨镇下辖以下地区：
高桥社区、龙王社区、照山社区、王墩社区、吴郢社区、草塘社区、五里拐社区、夹塘社区、大杨村、十张村、谢岗村、水库村和岗西村。